# Mapado 2
Mapado 2 (마파도 2?), noto anche con il titolo internazionale Mapado 2: Back to the Island, è un film del 2007 diretto da Lee Sang-hoon.
La pellicola è il seguito di Mapado (2005) e vede il ritorno di alcuni personaggi del precedente film.

## Trama
Contrariamente a ogni propria aspettativa, l'investigatore Chung-su si ritrova a dover tornare nell'isola di Mapado, dopo che un anziano milionario gli ha affidato il compito di ritrovare il suo primo amore. Chung-su tuttavia conosce solo il nome della donna.

## Distribuzione
In Corea del Sud la pellicola ha goduto di una distribuzione internazionale a cura della CJ Entertainment, a partire dal 18 gennaio 2007.